# 베를린 하일리겐제역
베를린 하일리겐제역(Bahnhof Berlin-Heiligensee)은 베를린 라이니켄도르프구 하일리겐제에 있는 크레멘선의 철도역이다. 베를린 S반 S25 열차가 운행하며 베를린 시역 내에 있는 마지막 역이다.

## 역사
1893년 8월 1일 화물역으로 개업했고, 1897년 5월 1일에 여객 승강장이 개설되었다. 1925년부터 1926년까지 현재의 승강장이 제방 위에 건설되었고, 승강장 북동쪽으로 출구가 개설되었다. 1927년 3월 16일부터 근교선 전동차 운행이 시작되었다. 제2차 세계 대전 이전에도 20분 간격으로 열차가 운행했으며, 1945년 4월부터 9월까지 근교선 전동차 영업이 중단되었다.
1961년 8월 13일 베를린 장벽 건설 이후 하일리겐제역은 서베를린 S반의 종착역이 되었다. 1980년 서베를린 S반 파업과 1984년 1월 9일 BVG로의 영업권 양도 이후 S반 운행이 중단되었다. 이 시기에 건설된 아우토반 111호선이 크레멘선의 노반 부지를 사용했기 때문에 테겔-헤니히스도르프 구간의 복구는 1998년 12월 5일이 되어서야 가능했다.
베를린 시는 도이체 반에 남부 출입구 개설을 의뢰했고, 기존 보행자 터널도 개보수공사가 진행될 예정이다. 크레멘선의 보수 공사와 맞추어서 2017년부터 공사 진행이 계획되어 있다.

## 인접 정차역
베를린 버스 노선과 환승할 수 있다.
| 베를린 S반          | 베를린 S반 | 베를린 S반                  |
| ------------------- | ---------- | --------------------------- |
| 헤니히스도르프 방면 | S25        | 슐첸도르프 텔토 슈타트 방면 |

## 참고 문헌
- Jürgen Meyer-Kronthaler, Wolfgang Kramer, 편집. (1998). 《Berlins S-Bahnhöfe - Ein dreiviertel Jahrhundert》 (독일어). Be.bra. 113–114쪽. ISBN 3-930863-25-1.